# میشل روش
میشل روش (انگلیسی: Michel Roche; ۸ سپتامبر ۱۹۳۹ – ۱۱ ژوئن ۲۰۰۴) سوارکار پرش اهل فرانسه بود.